# Castell de Benauja
El castell de Benauja és una fortalesa medieval situada al municipi de Pòrta de Benauja, al departament de la Gironda, a la regió de Nova Aquitània.

## Localització
El castell està situat al sud del territori municipal, accessible des del nucli per la carretera departamental D231, que es connecta amb la carretera D11 de Cadilhac i, després, amb una petita carretera municipal, a l'esquerra poc després del lloc dit Le Chiche.

## Descripció
Testimoni destacat de la fortificació medieval a Aquitània i una de les fortaleses més importants de la Gironda, el castell ocupa el cim d'un castell de mota que combina fossats, vallum (sistema de fortificació utilitzat per protegir un castell, sovint reforçat amb arbres, fustes o altres materials), lices (espai entre les muralles internes i externes), terrasses, donjon, capella, dues muralles reforçades amb torres i diversos edificis. S'hi accedia per una torre-porta equipada amb un rastell i un forat-assassí.

## Història
Residència senyorial dels vescomtes i després comtes de Benauja i dels vescomtes de Vesaume, en la regió natural de l'Entre dos mars i la província històrica de Gascunya, des de fa almenys el segle XIII. Assetjat del 28 de setembre fins a la seva caiguda el 6 de novembre de 1253 pel rei Enric III d'Anglaterra, duc d'Aquitània. Benauja estava en mans del noble rebel Bernard de Bouville. El castell va pertànyer successivament a la família de Grailly (pro-anglesa durant la Guerra dels Cent Anys), a la dels ducs d'Épernon (a principis del segle XVII) i, des del començament del segle xx, a la família Journu.

## Protecció
L'edifici està protegit, amb el seu vallum, les seves lices, terrasses, sòl i subsòl, com a monument històric per una ordre d'inscripció de l'1 de setembre de 1995.